# Hjörsey
Hjörsey ist eine unbewohnte Insel im Faxaflói im Westen von Island.
Mit einer Fläche von 5,5 km² ist Hjörsey die drittgrößte Insel Islands und erhebt sich bis zu 12 Meter über den Meeresspiegel. Die Insel liegt 20 Kilometer westlich der Stadt Borgarnes und 3 Kilometer vor der Küste. Bei Ebbe führt eine Piste von Hjörsey über die benachbarte Insel Hjörseyjarsandur zum Hraunhreppsvegur, der Straße 540. Früher war diese Insel bewohnt und eine Einnahmequelle war das Treibholz. 